# 似燕鸟属
似燕鸟属（学名：Similiyanornis，意即“和燕鸟类似”）是今鸟型类恐龙已灭绝的一个属，化石发现于中国辽宁省早白垩世的九佛堂组。属下包括单一物种短胸似燕鸟（Similiyanornis brevipectus），所知于一副带有羽毛印痕的完整骨骼。